# Carola Cederström
Carola Cederström (uttal: [ká:rola]) född 1 december 1878 i Paris, död 6 augusti 1954, var en svensk skulptör. Hon var dotter till Gustaf Cederström och Amalia Catharina Jæder.
Hon studerade konst vid Académie des Beaux-Arts i Paris 1904 och var privatelev hos Alfred Boucher. Hon har efter studierna huvudsakligen utfört porträttbyster i en livfull formgivning. Hon medverkade på världsutställningen i Saint Louis 1904 och på Salongen i Paris 1912.